# Xã Elgin, Quận Wabasha, Minnesota
Xã Elgin (tiếng Anh: Elgin Township) là một xã thuộc quận Wabasha, tiểu bang Minnesota, Hoa Kỳ. Năm 2010, dân số của xã này là 733 người.